# Hareid
Hareid é uma comuna da Noruega, com 82 km² de área e 4 670 habitantes (censo de 2004).         